# Laura Hughes
Laura Hughes, född 1886, död 1966, var en kanadensisk kvinnorättsaktivist och pacifist. 
Hon var delegat vid Internationella Kvinnokongressen i Haag 1915, som hölls i Haag i april 1915, och var en av medgrundarna av Internationella kvinnoförbundet för fred och frihet.